# Hermias de Comana
San Hermias de Comana es uno de los primeros mártires de la cristiandad y venerado como santo por las iglesias orientales y católica.

## Vida
Hermias vivió en el siglo II y fue soldado romano, sirviendo en Comana Pontica. Completó el servicio bajo el reinado de Antonino Pío (138-161), pero posteriormente rechazó el politeísmo y abrazó la religión cristiana. 
Según la tradición, fue arrestado y presentado ante Sebastián, procónsul de Comana, quien le invitó a renunciar a su confesión para mostrar su lealtad hacia el emperador romano. Hermias se negó enérgicamente y fue arrestado para ser torturado. Sus verdugos le rompieron la mandíbula, y luego le arrancaron la piel de su rostro. Fue arrojado luego en un horno ardiente, de la que salió ileso después de tres días. Sebastián decidió entonces recurrir al brujo Marus, que creó un fuerte veneno con la intención de matar al Santo.
Hermias bendijo el veneno con la señal de la cruz y se lo bebió sin ningún daño. Después de haber visto el milagro, el brujo hizo un segundo veneno más fuerte que tampoco surtió efecto. El mismo Marus, viendo estos hechos, reconoció el poder divino de Cristo y fue decapitado de inmediato. San Marus fue bautizado en su propia sangre, y se hizo un mártir. 
Hermias fue sometido a nuevos tormentos: lo sumergieron en aceite hirviendo, le sacaron los ojos, y fue suspendido boca abajo durante tres días, pero siguió dando gracias a Cristo. Por último, el enloquecido Sebastián lo decapitó con su propia espada. Los cristianos clandestinos enterraron su cuerpo. A sus reliquias se le atribuyen numerosas curaciones milagrosas.